# Hypsosinga turkmenica
Hypsosinga turkmenica är en spindelart som beskrevs av Bakhvalov 1978. Hypsosinga turkmenica ingår i släktet Hypsosinga och familjen hjulspindlar.
Artens utbredningsområde är Turkmenistan. Inga underarter finns listade i Catalogue of Life.